# Kadri Simson
Kadri Simson (født Must, 22. januar 1977) er en estisk politiker fra Centerpartiet. Hun har været Europa-Kommissær for energi i von der Leyen-kommissionen siden 1. december 2019. Hun var tidligere minister for økonomiske anliggender og infrastruktur i Jüri Ratas' første kabinet fra 2016 til 2019.
Simsom var medlem af Riigikogu (det estiske parlament) fra 2007 til 2016 og igen i en periode i 2019. Hun stillede i 2015 op mod Edgar Savisaar til at overtage hans post som leder af Centerpartiet men tabte afstemningen. Savisaar fik 541 stemmer mod 486 til Simson.
Simsom er datter af historikeren og politikeren Aadu Must.